# Hamulec wylotowy

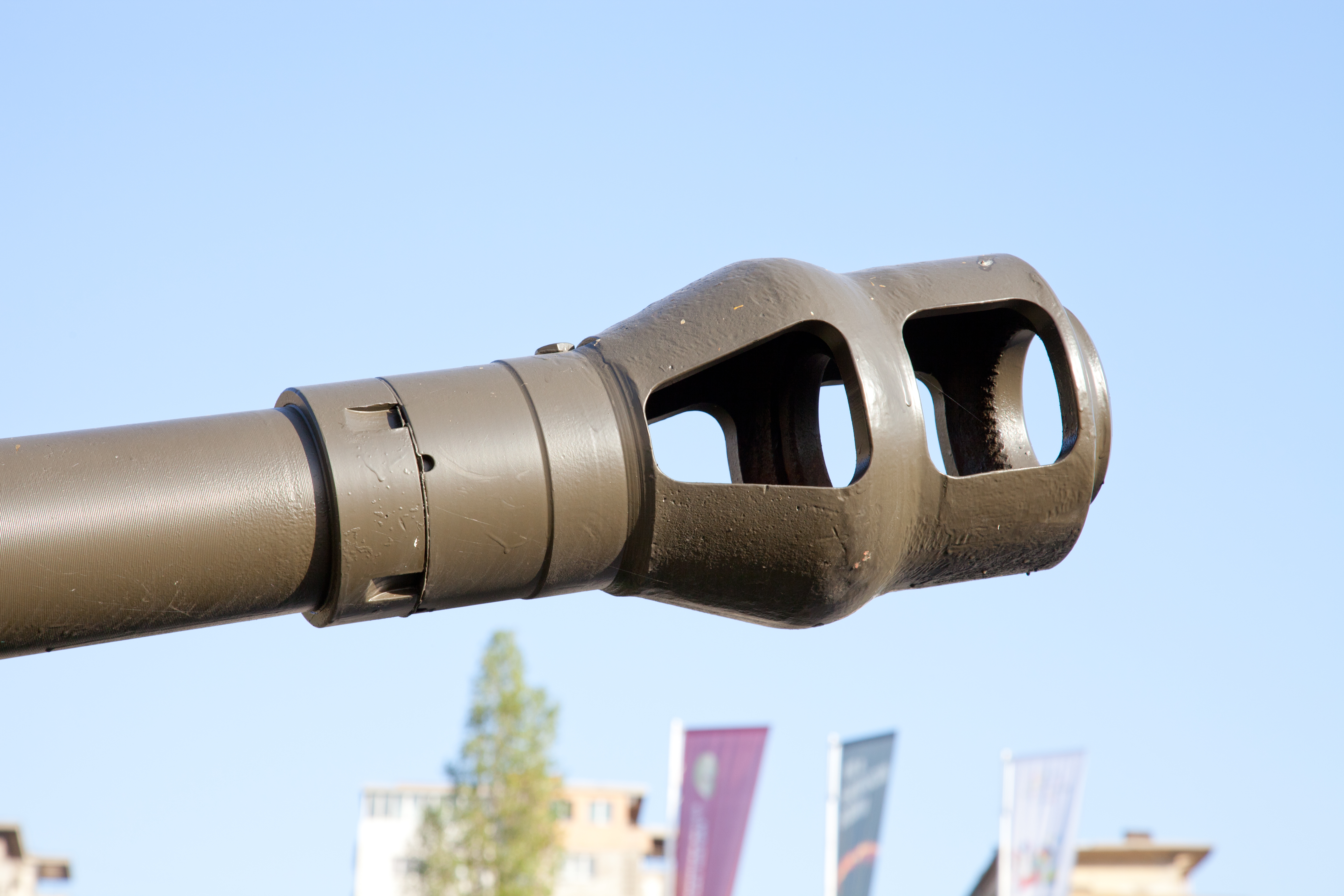
Hamulec wylotowy

Hamulec wylotowy (także: osłabiacz/kompensator odrzutu) – urządzenie wylotowe zmniejszające odrzut broni palnej.
Działanie hamulca wylotowego polega na wytworzeniu siły o przeciwnym zwrocie niż siła wywołująca odrzut. Wykorzystuje się do tego efekty dynamiczne wypływu gazów prochowych (ciśnienie dynamiczne lub ciąg gazów prochowych).
Wyróżniamy:
- Hamulce akcyjne – wykorzystujące siłę ciśnienia dynamicznego wypływających z lufy gazów prochowych. Wypływający strumień gazów (mający kształt stożka) uderza w umieszczone w niewielkiej odległości od wylotu lufy ścianki i zostaje częściowo wyhamowany. Hamowanie strumienia gazów powoduje obniżenie ich energii kinetycznej i jednoczesny miejscowy wzrost ciśnienia (tzw. dynamicznego). Składowa tego ciśnienia równoległa do osi lufy powoduje zmniejszenie odrzutu.
- Hamulce reakcyjne – wykorzystujące siłę ciągu gazów prochowych wydobywających się przez skierowane do tyłu otwory w ściankach hamulca wylotowego.
- Hamulce akcyjno-reakcyjne – wykorzystujące zarówno siłę ciśnienia dynamicznego, jak i siłę ciągu wypływających gazów.

Hamulec wylotowy akcyjny
Hamulec wylotowy reakcyjny
Hamulec wylotowy akcyjno-reakcyjny

Skuteczność hamulca wylotowego ocenia się porównując prędkość lub energię odrzutu swobodnego broni z i bez hamulca wylotowego. Miarą skuteczności jest tzw. współczynnik efektywności hamulca:
{\displaystyle \eta _{e}={\frac {E_{0}-E_{h}}{E_{0}}}={\frac {V_{0}^{2}-V_{h}^{2}}{V_{0}^{2}}},}
gdzie:
{\displaystyle E_{0}} i {\displaystyle V_{0}} – energia kinetyczna i prędkość odrzutu swobodnego broni bez hamulca wylotowego,
{\displaystyle E_{h}} i {\displaystyle V_{h}} – energia kinetyczna i prędkość odrzutu swobodnego broni z hamulcem wylotowym.
Hamulce wylotowe mogą zmniejszyć odrzut nawet o 60%, ale mają też wady. Mają duże rozmiary, a skierowane na bok lub do tyłu strumienie gazów stanowią zagrożenie dla osób znajdujących się obok wylotu lufy.
Stosuje się też wielofunkcyjne urządzenia wylotowe, łączące zwykle funkcje osłabiacza odrzutu i osłabiacza podrzutu broni.
Przeciwieństwem hamulca wylotowego jest odrzutnik, służący do zwiększenia energii odrzutu.